# 17075 Pankonin
17075 Pankonin este un asteroid din centura principală de asteroizi.

## Descriere
17075 Pankonin este un asteroid din centura principală de asteroizi. A fost descoperit pe 9 aprilie 1999 la Stația Anderson Mesa în cadrul programului LONEOS. El prezintă o orbită caracterizată de o semiaxă mare de 2,28 ua, o excentricitate de 0,19 și o înclinație de 6,3° în raport cu ecliptica.